# The Cost of Hatred
The Cost of Hatred è un film muto del 1917 diretto da George Melford.

## Trama
Justice Graves, un uomo brutale e violento che terrorizza Elsie, la giovane moglie, un giorno la trova insieme a Robert Amory, il loro vicino, un uomo gentile e affettuoso di cui lei ha finito per innamorarsi. Rabbioso, Graves uccide il rivale e poi, presa la piccola Sara, la figlia che ha avuto con Elsie, fugge via, trovando riparo in Messico.
Passano gli anni. Ned, il figlio di Amory, è diventato grande. Accetta di partire per il Messico dove dovrà lavorare come diplomatico. In viaggio, però, viene derubato dei bagagli e dei documenti e gettato in prigione.  Nella piccola cittadina dove si trova, viene riconosciuto da Graves che, ancora pieno di odio verso il padre di Ned, vuole adesso vendicarsi sul figlio dell'uomo che gli ha rubato la moglie. Riesce a far condannare Ned a un anno di lavoro forzato prendendolo poi con sé e portandolo a casa. Ned diventa una sorta di schiavo, su cui Graves sfoga il suo rancore, picchiandolo e costringendolo a ogni genere di lavori umilianti. Sarita, la figlia di Graves, mossa da pietà, aiuta il giovane a fuggire. I due riparano negli Stati Uniti, ormai salvi. Così, quando Graves riesce a rintracciarli, i due sono ormai sposati e alla richiesta del vecchio padre, che le chiede di ritornare a casa con lui, la figlia rifiuta, facendogli finalmente capire cosa possano essere le conseguenze dell'odio.

## Produzione
Il film, il cui titolo in origine doveva essere Ashes of Hatred, fu prodotto dalla Jesse L. Lasky Feature Play Company.

## Distribuzione
Il copyright del film, richiesto dalla Jesse L. Lasky Feature Play Co., fu registrato il 2 aprile 1917 con il numero LP10490.
Distribuito dalla Paramount Pictures, il film uscì nelle sale statunitensi il 9 aprile 1917.